# Ruisseau de Valbois
Le ruisseau de Valbois est un ruisseau qui coule dans le département du Doubs. C'est un affluent de la Loue en rive gauche, donc un sous-affluent du Rhône par le Doubs et la Saône.

## Géographie
Le ruisseau de Valbois prend sa source sur le plateau d’Amancey à 556m d’altitude et dévale vers le nord en créant sauts et marmites de géant, avant de tomber dans le ravin de Valbois par une chute de quarante mètres de hauteur. Puis, il s’écoule au fond de la reculée, traverse ce qui était autrefois l' étang de la Princesse et l'étang communal, avant de rejoindre la Loue en amont de Cléron, après avoir perdu plus de deux cents mètres d'altitude en six kilomètres de parcours. 

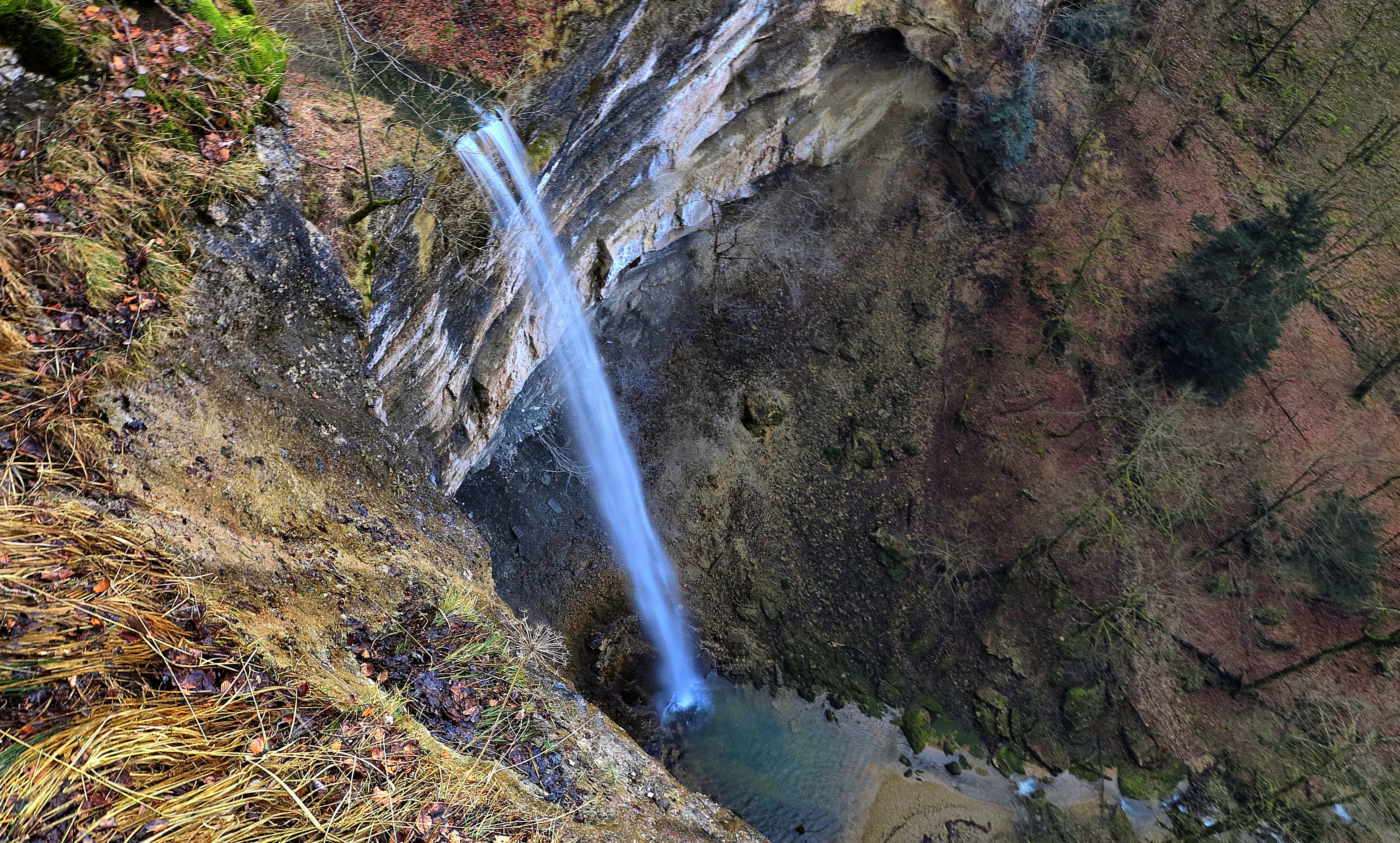
Cascade de la chute du ruisseau de Valbois.

## Communes traversées
Le ruisseau de Valbois traverse deux communes situées dans le département du Doubs : Chassagne-Saint-Denis, et Cléron.

## Affluents

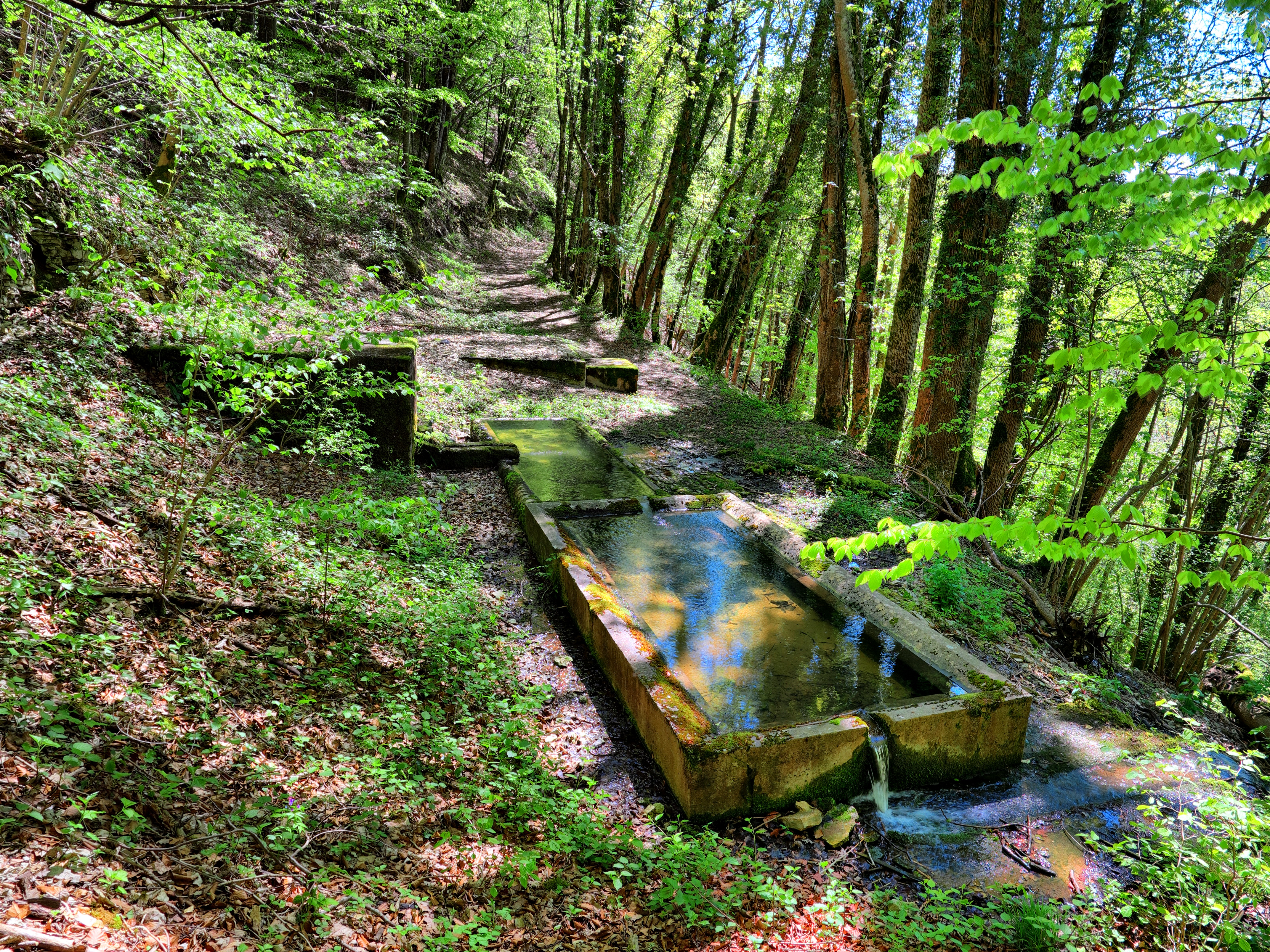
La fontaine de Léri.

Le ruisseau de Valbois n'a pas d'affluent référencé dans la base SANDRE mais il reçoit les eaux de la fontaine de Léri en rive droite et celles de la fontaine de Faie en rive gauche.
Son rang de Strahler est donc de un.

## Hydrologie
Le ruisseau de Valbois traverse une seule zone hydrographique : La Loue de la Brême au Lison inclus (U261). 
Il présente des fluctuations saisonnières de débit assez marquées.

## Tourisme
Le Ravin de Valbois est une réserve naturelle nationale qui correspond à une reculée jurassienne en bordure de la haute-vallée de la Loue.

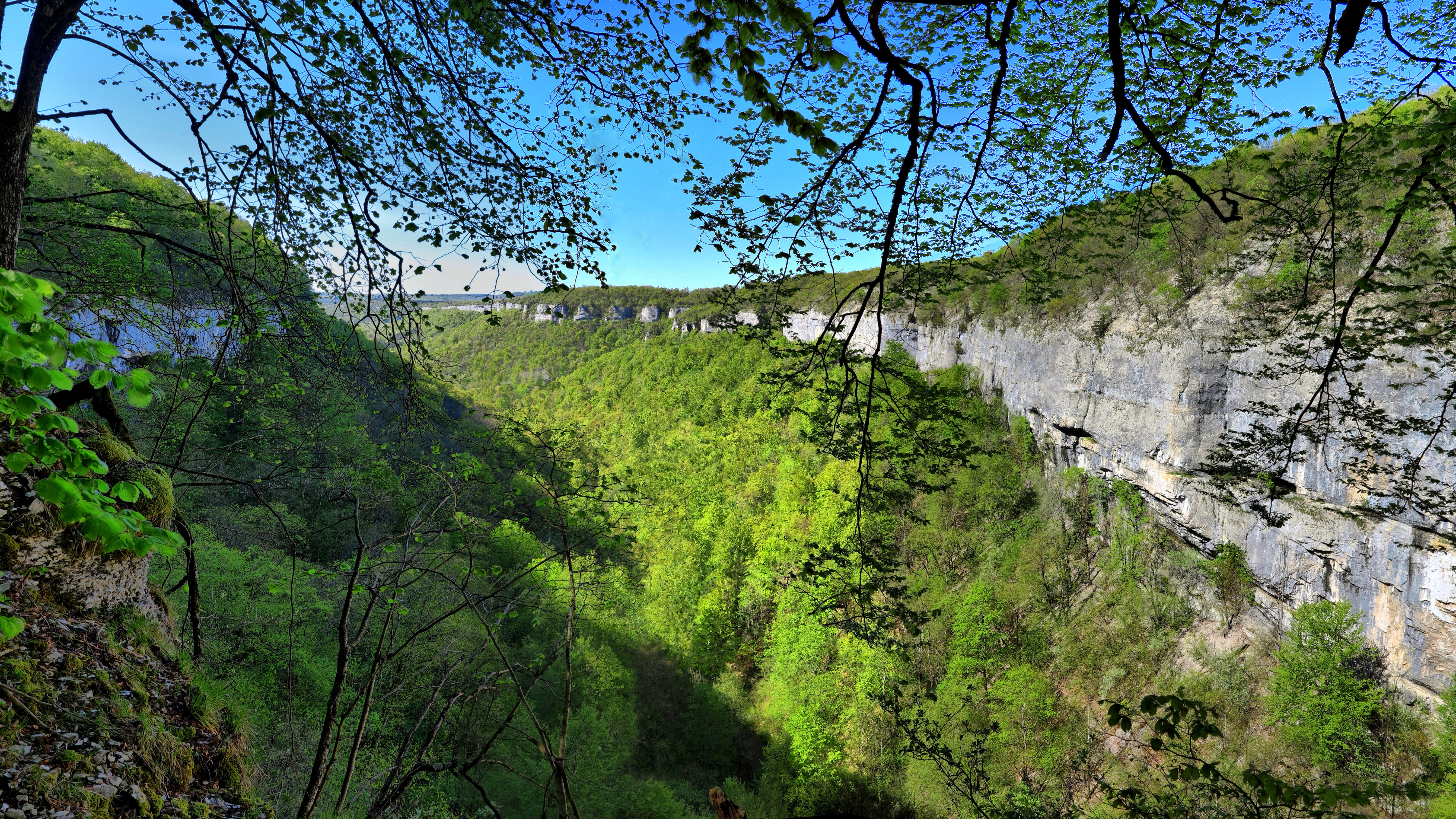
La reculée du ravin de Valbois.